# エッセネ派
エッセネ派（ヘブライ語: האיסיים、古希: Ἐσσαῖος/-οι, Ἐσσηνος/-οί、羅: Esseni、英語: Essene(s)）は、紀元前2世紀から紀元1世紀にかけて存在したユダヤ教の一グループの呼称。現代では複数の関連のある集団がまとめてエッセネ派という名で言及されていたと考えられている。呼称の語源は不詳。ファリサイ派から発生したと考えられるが、俗世間から離れて自分たちだけの集団を作ることにより自らの宗教的清浄さを徹底しようとした点で、民衆の中で活動したファリサイ派とも一線を画している。

## 概説
起源として、セレウコス朝の王アンティオコス4世エピファネスが任命した大祭司イェホシュア・ベン・シモン2世（ヤソン）の正統性に疑義を呈し、抗議したグループにさかのぼる点でファリサイ派とは同源、あるいはファリサイ派から生じたグループであると考えられている。以後、エッセネ派においてはヤソンとその後継者たちを正統な大祭司でないとして「悪の祭司」という称号で呼ぶことになる。しかし、誰が「悪の祭司」とよばれたのかについては異論もあり、ハスモン朝のサロメ・アレクサンドラの息子ヨハネ・ヒルカノス2世とローマ人の同盟者たちが「悪の祭司」であると考えるものもいる。どちらが「悪の祭司」であるにせよ、非正統祭司とその支持者の一党がサドカイ派と呼ばれるようになる。
また、エッセネ派は独自の称号を用いてある人物を呼んでいるが、たとえば「マティフ・ハ・キザ」（「偽りの説教師」）として言及するのはミシュナーにあらわれるイェシュー・ハ・ノツリなる人物であると考えられている。同じようにエッセネ派の呼び方を特定の人物に確定することは困難であるが、「イシュ・ハ・カザフ」（「偽りの人物」）としてはシメオン・ベン・シェター（紀元前80年 - 紀元前50年ごろ）、あるいは有名なシャンマイ（紀元前40年 - 紀元後20年）であると考えられる。
ラビ・シャンマイは当時のユダヤ教において指導的な地位を獲得するため、アブ・ベス・ディンとその後継者メナヘムを追い落としたと伝えられていることから、おそらくエッセネ派はメナヘムとヒッレルと並び称されたラビ・ヒルレルの支持者たちによって形成されたのであろう。シャンマイは高齢になっていたが、対抗していたラビ・ヒルレルの死後（紀元20年ごろ）、指導的地位を完全に掌握し、新たに18のユダヤ教法を採用した。これは後のユダヤ教において『出エジプト記』における「金の子牛」の鋳造にも比される出来事であると断罪されるに至る。
エッセネ派についての記録を残しているのはフラウィウス・ヨセフスとアレクサンドリアのフィロンである。ヨセフスは『ユダヤ戦記』第Ⅱ巻119～161にかけてエッセネ派について解説している。フィロンの記述もヨセフスとは若干の違いはあるものの大部分において共通している。それらの記録によるとエッセネ派においては共同生活が営まれ、入団資格の審査のための期間が設けられており、教団内で認められることで初めて教団の一員として迎え入れられたという。
長きにわたって死海文書の作成者と思われるクムラン教団(Qumran Community)はエッセネ派に属するグループあるいはエッセネ派そのものであると考えられてきたが、ノーマン・ゴルブのように異議を呈する学者たちも存在している。
エッセネ派は思想的に第二神殿（エルサレム神殿）の権威を否定していたと思われる。とはいっても神殿の概念そのものを否定したかったわけではなく、自身の共同体を新しい神殿とみなしていたのであろう。エッセネ派はいずれ、自分たちがサドカイ派に勝利し、エルサレム神殿における主導権を掌握することができると考えていたようである。ユダヤ戦争の結果、70年にエルサレム神殿が崩壊し、神殿を権威の根拠としていたサドカイ派とシャンマイのグループは終焉を迎えたが、エッセネ派も期待した勝利を得ることができず、結局対立グループの消滅とともに自らのアイデンティティーを消失し、ヒルレルの影響を受けたファリサイ派のグループと合流していくことで歴史から姿を消すことになる。
神殿崩壊後のユダヤ教はファリサイ派の中でもヒルレルのグループが中心となって担っていくことになる。エッセネ派の持っていた「神殿によらずして神に仕えることができる」という発想はキリスト教の発生に影響を与え、神殿崩壊後のユダヤ教を支える思想的な基礎になった。
新約聖書には、ファリサイ派とサドカイ派はあらわれるが、それらとならんで当時の主要なグループであったエッセネ派が一切登場しないため、洗礼者ヨハネやイエス・キリストが、エッセネ派に属していた、あるいは関係グループに属していたという説もある。

## 特徴
フラウィウス・ヨセフスの『ユダヤ戦記』第2巻で詳述されている、エッセネ派の特徴は、以下の通り。
概要
- （他派と比べて）最も高い聖性のために訓練することで評判を取っている。
- 他派の者たち以上に互いに愛し合っている。
- 快楽を悪として退け、自制することと情欲に溺れないことを徳と見なしている。
- 彼らの間では結婚は軽視すべき事柄。
- 他人の子をまだ素直で教えやすい内に引き取り、親族の者と見なして自分たちの習慣で彼らを型にはめる。
- 結婚やそれによる後継者作りを非難しないが、女たちの奔放な性から我が身を護ろうとする。
- 女というものは決して一人の男に操を捧げるものではないと信じている。
- 富を軽蔑し、財産は共有制。
- 自分たちの所有物を宗団のために全員のものにする規定があり、彼らの間のどこにも貧困ゆえの屈辱も、傑出した富者もなく、各人の所有物は一緒にされ、全てが兄弟たちの共有財産となる。
- 油を汚染させるものと見なしており、かかってしまったら拭き落とさなくてはならない。
- 肌を乾いた状態にさせており、常に白い衣をまとっている。
- 執事たちは挙手で選ばれ、全員の前で適任の仕事に選出される。

居住/所有
- どの町にも大勢の者がやってきて住んでいる。
- 他所からやって来ても、全てのものを自分たちの所有物のようにして使うことができる。
- 一度も会ったこともない者たちの下へ親しい者のように出入りする。
- （したがって）旅をする時に何一つ携えることをせず、野盗に備えて武器を携行するだけ。
- どの町にも、見知らぬ仲間たちのために、衣食の面倒をみる宗団の世話人が特別に任命されている。
- 服装や体つきをみると、恐怖で以て訓育されている子供たちに似ている。
- 服やサンダルは、全体がボロボロになって、あるいは長く着てすり減った時、はじめて取り替える。
- 彼らの間では物の売買は無い。
- 各人が自分の所有しているものを必要としている者へ与え、代わりに自分が必要としている物をもらう。
- 見返りなしに、自由に兄弟のものを使うことができる。

生活/労働
- 神的なものへの敬虔は独特なもの。
- 太陽が昇る前には世俗的な事柄については一切口にせず、太陽が昇るのを祈願するかのように、それに向かって父祖伝来の祈りを捧げる。
- その後、監督者たちによって解散させられると、各自に習熟した手仕事に向かい、第五時まで労働に専念し、時間になると再び一箇所に集合する。
- その際、亜麻布の腰布をつけ、冷水で体を洗い清める。
- その清めの後、一緒になって個室に入るが、他の見解を持つ者はそこへの入室は禁じられる。
- 食堂へ向かい、沈黙の内に着席すると、パンを焼く者が年長者から順にパンを配り、料理人はひと皿だけの肉料理を各自に配る。
- 祭司が食事の前に祈祷する。祈りの前に食べることは禁じられている。朝食が終わると、祭司は再び祈りを捧げる。食事の始めと終わりに、命の与え手である恵み深き神に賛美を捧げる。
- その後、腰布を（聖なるものなので）傍らに置き、夕方まで再び労働に打ち込む。
- 労働から戻ると、再び朝食の時と同じように食事を取る。もし客人がいれば、その者も一緒に食卓につく。
- 彼らの住むところが大声や喧騒で汚されたことは一度としてない。
- 彼らは互いに譲り合い、年上のものから順に口を切る。
- 食べ物と飲み物は腹八分の適量が与えられる。

人助け/憐れみ
- エッセネびとは、他のことでも監督者たちの命令なしには何もしないが、「人を助けること」と「憐れみを施す」ことだけは、自分の裁量でできる。
- 懇願されれば、助けに値する者たちを助ける。
- 貧しい者たちに食べ物を施すことは自発。
- 親族の者たちに贈り物をするには執事たちの許可が必要。

誓い/古い文書
- エッセネびとは、怒りの控えめな表明者、憤怒の抑制者、忠誠の標榜者、平和の仕え人である。
- 彼らは(神を持ち出す)誓いをすることを避け、それを偽証よりも悪いものだと見なしている。
- 彼らによれば、神を引き合いに出さねば信じてもらえぬ者は、既に滅びに定められている。
- 古い文書に異常な関心を示し、特に精神と肉体に関する文書を選んで読んだりする。
- そこから病の癒しに向かい、薬草や薬石の成分を調べたりする。

入団
- エッセネびとの宗団には、すぐには入団できない。志願者は1年間メンバーと同じ生活が課され、その後さらに2年間その性格が試されてから、入団が許可される。
- 入団者は共同の食事の前に、以下のことを皆の前で誓わされる。
  - 1. 神を敬い畏れること
  - 2. 人びとに対して正義を遵守すること
  - 3. (故意でも、命令でも)他人を傷つけないこと
  - 4. 常に不正を憎み、正しい者と共に一緒に戦うこと
  - 5. 全ての者、特に権力者に対しては常に信を置くこと（神の助け無くしては誰も治めることはできない）
  - 6. 自身が治める立場になっても、その権威を決して濫用しないこと、また特別な服装や目立つ飾りなどで下位にある者たちに対してそれを見せびらかしたりしないこと
  - 7. 常に真実を愛し、偽りを言う者を前に引き出すこと
  - 8. その手は盗むことから、またその精神は聖ならざる利得から、清い状態にしておくこと
  - 9. 宗団の者たちに対しては何も隠さず、外部の者たちに対しては、たとえ死に至る拷問を受けても、自分たちの秘密を何も漏らさないこと
  - 10. 自分たちの教えを、異なる仕方ではなく、自分自身が受けた通りに伝えること
  - 11. 盗みを働かないこと
  - 12. 教えられた通りに、自分たちの宗団の文書と天使たちの名前を保持すること

追放
- エッセネびとは、重大な罪を犯したことで告発された者を、宗団から追放する。
- 追放された者は、しばしば惨めな最後を遂げる（誓いと生活習慣に縛られているため、他の人の食べ物に与ることができず、草を食べ、飢えで肉体をすり減らして死ぬ）
- このため、宗団の者たちは最後の瀬戸際で憐れみをかけて多くの者たちを連れ戻してきた
- 彼らは、死に至るまで苦しめられれば、その罪は十分に贖われたと考える。

裁き/作法
- エッセネびとは、裁きにおいて、非常に細心で公平である
- 100人以上の者が同席していないと、宣告を下さない、そしてその決定は取り消しがきかない
- 彼らは神についで律法制定者（モーセ）の名前を最も畏敬し、その名を冒涜する者は死で以て罰せられる
- 長老たちと多数の者に聞き従うことが大切なことだとされる
- もし10人の者が一緒に座っていて、9人が沈黙を欲すれば、残る1人は語ることができない
- 彼らは人びとの集まりの中央や右に向かって唾を吐かないように注意する
- 彼らは安息日に仕事をすることを、他のどんなユダヤ人よりも厳格に禁じている
- 安息日に一切の労働を行うことがないように、自分たちの食事を前日に準備し、どんな什器も動かそうとはせず、用足しにすら行かない。
- 他の日の用足しは、つるはし(彼らが新入りの仲間に与える"スコップ")で深さ一尺くらいの穴を掘り、神の光線(太陽)を侮ったりせぬよう、外衣で身を隠し穴の上にしゃがみ、用を終えたら掘り起こした土を穴の上にかける。彼らはひとけの無い場所を選んでこれをする。
- 彼らは排便後、汚されたかのように身を洗い清める。
- 行を積んだ期間の長さに応じて4つの組に分けられ、上位の者たちは下位の者たちに触れられると、異邦人と接触したかのように洗い清める。

拷問と死
- エッセネびとは長命で、大半の者は100歳以上まで生きる。単純で規律のある生活のおかげだろう。
- 危険を蔑視し、高貴な精神で苦痛に打ち勝つ。
- 名誉ある死なら、不死に勝ると考えている。
- ローマ兵たちとの戦争において、彼らは体を引き伸ばされ、へし折られ、火に焼かれ、打ち砕かれ、あらゆる拷問具にかけられた。ローマ兵たちが彼らに律法制定者（モーセ）の名を冒涜させ、禁じられた食べ物を口にさせようとしたが、どちらにも屈しなかったから。拷問者への追従を口にしたり涙することも一度も無かった。逆に、苦痛の中に笑みを浮かべ、拷問者たちに皮肉を言いつつ、再び命を受けるかのように嬉々として死んだ。

霊魂
- エッセネびとの間では、肉体は朽ち、それを構成する物質はこの世界にとどまらないが、霊魂は不死でこの世界にとどまるという教えが定着している。
  - 霊魂は最も希薄な大気から流出すると、自然の呪縛によって牢獄のような肉体の中に引きずり込まれるが、一旦肉体の束縛から解き放たれると、長い隷従から自由にされたかのように歓喜し、地上からはるか高いところに連れて行かれる。
  - 彼らは、ギリシアの子らと同じように、善き霊魂のために大洋の向こうに住処が用意されていると主張する。そこには雨にも、雪にも、暑さにも押し潰されない場所で、大洋から常に吹き込んでくる心地よい西風に息づいて霊魂を再生している。
  - 他方、邪悪な霊魂には、陰惨で嵐の吹きまくる場所が割り当てられており、そこでは間断なき処罰が待ち受けている。
- 彼らは、ギリシア人と同じように、霊魂が永遠のものであること、徳を涵養し、悪から離れることの大切さを教える。なぜなら、善人は死後の報奨を期待して生きている間により善くなるし、悪人たちの激情は、たとえ生きている時に免れても、死後に不死の罰を受けるのだと考えて抑制されるから。
- エッセネびとの霊魂に関するこうした神学的な考えは、一度味わった者には抗しがたい好餌となっている。

予言
- エッセネびとの中には、これから起こることを予め知ることができると公言する者たちがいる。
- 彼らは聖なる書物や、様々な清めの儀式、預言者たちの言葉に通じている。
- 彼らの予言が外れることは滅多に無い。

結婚に関して別の見解を持つ宗団
- 結婚に関して別の見解を持っている宗団もある。
- 彼らは、結婚をしない者たちは生命の大切な部分、すなわち生命の継承を断ち切るばかりか、もし全ての者が同じ考えを持てば、民族は早晩滅びてしまうと考える。
- 彼らは、女たちを3年間試し、3つの清めの期間を経て子を産む能力のあることを証明したら、彼女たちを妻とする。
- 彼らは、妊娠中の女と性的な交わりを持たない。結婚が快楽のためではなく、子を作る必要からであることを示そうとしている。
- 女たちは体を洗う時は、衣を身にまとう。男たちが腰布を身につけるのと同じである。